# Karl von Fasbender
Karl Fasbender, sinds 1908 Ritter von Fasbender (Michelbach bij Wiesbaden, 3 december 1852  - München, 13 mei 1933) was een generaal der Infanterie in het Beierse leger. Hij voerde in de Eerste Wereldoorlog het bevel over grote troepeneenheden.

## Levensloop

### Rechtenstudie / Leger
Na een jaar rechtenstudie koos Fasbender voor het leger, hij werd in 1872 infanterist. Pas in 1875 werd hij na het volgen van de krijgsschool officier met de rang van tweede luitenant. De getalenteerde fabrikantenzoon werd in 1888 in de Generale Staf, de ruggengraat van het leger, opgenomen.
Na een fraaie carrière werd hij op 30 december 1907 chef van de Generale Staf van het Beierse leger en inspecteur van de opleidingen.
Op 18 november 1908 werd luitenant-generaal Karl Fasbender commandeur van de 4. Königlich Bayerische Division in zijn geboortestad Würzburg. Het commandeurskruis van de Orde van Verdienste van de Beierse Kroon bracht hem de persoonlijke adeldom als Riter von Fasbender en hij werd als zodanig in het Adelsmatrikel ingeschreven. Zijn ontslag uit dienst ging gepaard met een laatste bevordering tot de hoogste militaire rang in vredestijd, hij ging op 23 maart 1912 als generaal der Infanterie met pensioen. 
Generaal B.D. Fasbender was een van de eerste bewoners van het Huis Savoy aan de Tengstraße 20 in de Münchener wijk Schwabing. Het was een kostbaar appartementencomplex met personeel. Het pensioen was niet bijzonder welkom want v. Fasbender kon moeilijk accepteren dat hij nooit troepen in een gevecht had aangevoerd.  
Toen de Eerste Wereldoorlog uitbrak werd v. Fasbender al op 10 augustus 1914 bevelhebber van het I. Königlich Bayerisches Reserve-Korps dat vanuit de etappe het VIe Duitse leger aan het front ondersteunde. Op 20 augustus voerde hij zijn reservisten aan in een eerste treffen met de Fransen. Er vielen 256 doden aan Duitse zijde. Diezelfde dag sneuvelde zijn zoon Robert Fasbender aan het front in Lotharingen. De jongen was in de rug geschoten en werd in een massagraf begraven. Op 1 oktober 1914 trad hij als Generaal der Infanterie opnieuw in dienst waarbij de Beierse koning hem toestond om als officier à la suite van het 1. Jäger-Bataillon ook dat uniform te dragen. In oktober versloeg hij bij Valenciennes, Cambrai en (Arras) Franse reserve-eenheden door deze te overrompelen. 
Het lukte hem echter niet de beter verdedigde hoogte van Vimy te veroveren. Daar kwam de Duitse opmars tot stilstand.  Op 5 oktober 1914 werd hij voor zijn overwinningen met het 35e ridderkruis van de  Militaire Max-Joseph-Orde onderscheiden voor zijn leiderschap bij Valmy en Loretto.   
In mei 1915 moest het VIe Duitse leger zware Franse tegenaanvallen afslaan, er waren veel doden en gewonden maar Karl von Fasbender wist zelfs een drie kilometer diepe penetratie van zijn linies door het XXIIe Legerkorps van het 13e Franse leger te pareren. In september 1915 beschoten de Franse de Duitse linies in de sector waar Karl von Fasbender bevelhebber was, een artillerieduel werd in het voordeel van de Duitsers beslecht en de aanval van de Franse infanterie werd afgeslagen. 

### Commandeurskruis
De Beierse koning beloonde zijn succesvolle generaal op 3 juni 1916 met het commandeurskruis van de Militaire Max-Joseph-Orde. Het Koninklijk Besluit roemde zijn leiderschap in de Slag aan de Somme.  In augustus 1916 sloeg Karl von Fasbender Franse aanvallen bij Maurepas aan de Somme af. Er vielen in deze slag 429.313 Duitse, 419.654 Britse en 194.451 Franse doden. 

### Slag van Arras

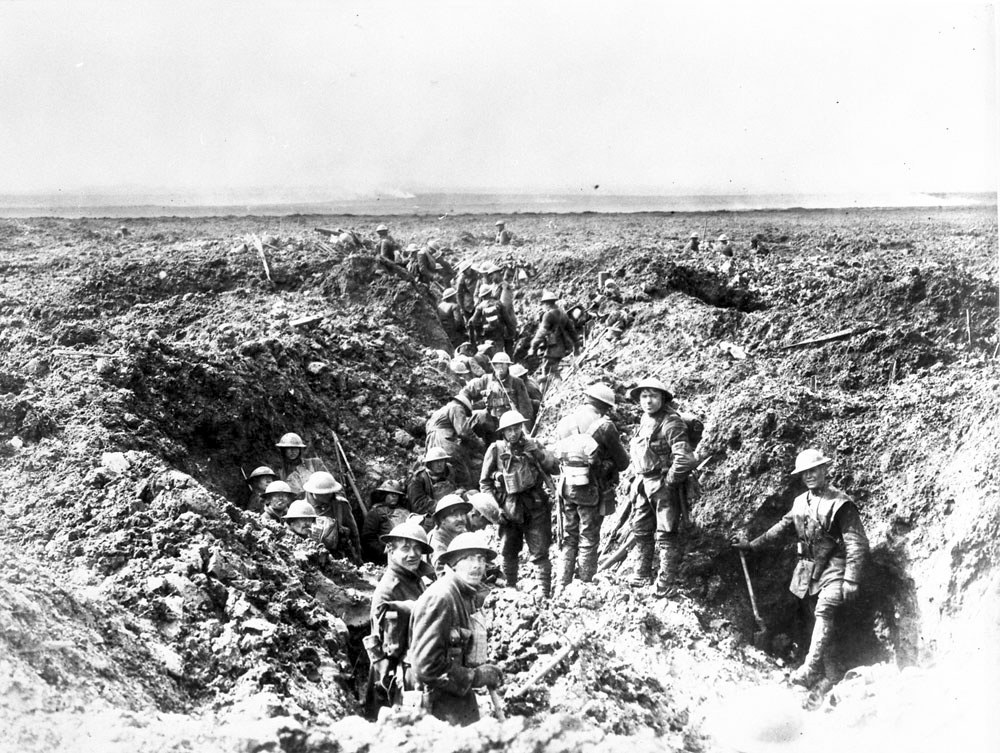
Canadezen in de resten van de veroverde Duitse loopgraven bij Vimy

In het voorjaar van 1917 stonden de troepen van Karl von Fasbender in de Slag van Arras op de Hoogten van Vimy die ze na de nederlaag van de 14. Königlich Bayerische Infanterie-Division aan hun flank niet langer konden houden. De briljante strateeg von Fasbender trok zijn soldaten vijf kilometer terug om zo de Britse artillerie te dwingen om nieuwe posities in te nemen. In de tussentijd kon hij zijn verdediging opnieuw opbouwen, dat werkte want de vijandelijke opmars, waarbij tanks en gifgasgranaten werden gebruikt, stagneerde omdat de nieuwe Duitse loopgraven stand hielden. Er vielen 100.000 Duitse en 150.000 Britse doden.  4689 Duitse soldaten, waarvan 186 onbekend, rusten op het Deutscher Soldatenfriedhof Lambersart in de Franse gemeente Lambersart.

### Grootkruis
Op voordracht van generaal-veldmaarschalk kroonprins Rupprecht van Beieren ontving Karl von Fasbender nu het grootkruis van de Militaire Max-Joseph-Orde voor zijn defensieve acties.   
In een van de laatste wanhopige Duitse aanvallen op Frankrijk, de Michael-Slag liet Karl von Fasbender zijn soldaten op 28 maart 1918 vergeefs de Britse stellingen rond Arras bestormen. Er vielen in zijn sector 250 000 doden, waarvan 100 000 aan Duitse zijde. Op 18 november 1918, een week na de ineenstorting van het Duitse front en de revolutie in Beieren werd Karl von Fasbender, bevelhebber van het 19e Leger van het Duitse Keizerrijk uit actieve dienst ontslagen. Het mislukte Duitse offensief kostte 230.000 Duitse en 300.000 geallieerde soldaten het leven.  

### Grootkanselier
De Beierse Militaire Max-Joseph-Orde bleef ook na de val van de Beierse monarchie en de afschaffing van haar orden enige tijd actief. Er was een kapittel dat de nog niet beoordeelde voordrachten afdeed en nog enige tijd benoemingen in die orde bekendmaakte. Van 1 april 1919 tot 8 juli 1919  en van 9 april 1921 tot oktober 1932 was Karl von Fasbender grootkanselier van de orde. De nationaalsocialisten maakten in 1933 een einde aan het verlenen van de orden van de voormalige Duitse vorsten aan Duitse onderdanen.

## Militaire loopbaan
- Eenjarige-vrijwilliger: 1 oktober 1872
- Fahnenjunker: 1 oktober 1873[5]
- Secondleutnant: 12 november 1875[5]
- Premierleutnant: 29 oktober 1885[5]
- Hauptmann: 1 oktober 1890[5]
- Major: 13 april 1896[5]
- Oberstleutnant: 7 maart 1900 [5]
- Oberst: 15 oktober 1902[5]
- Generalmajor: 9 april 1905[5]
- Generalleutnant: 26 juni 1908[5]
- General der Infanterie: 23 maart 1912[5]
- Disposition gestellt: 23 maart 1912[5]

## Honoraire benoeming
- À la suite bij het Königlich Bayerisches 1. Jäger-Bataillon König[5]